# La Estancia, Jerécuaro
La Estancia är en ort i Mexiko.   Den ligger i kommunen Jerécuaro och delstaten Guanajuato, i den centrala delen av landet, 170 km nordväst om huvudstaden Mexico City. La Estancia ligger 2 237 meter över havet och antalet invånare är 490.
Terrängen runt La Estancia är kuperad söderut, men norrut är den platt. Runt La Estancia är det ganska glesbefolkat, med 47 invånare per kvadratkilometer. Närmaste större samhälle är Las Taponas, 10,1 km norr om La Estancia. I omgivningarna runt La Estancia växer huvudsakligen savannskog.